# 市原市立加茂小学校
市原市立加茂小学校（いちはらしりつ かもしょうがっこう）は、千葉県市原市平野にある公立小学校。小中一貫教育を行う加茂学園を構成する小学校である。文部科学省の学校コードはB112210007580、旧学校調査番号は122431。通称は加茂小（かもしょう）。

## 概要
市原市南部の加茂地区に位置する。千葉県で2番目、市原市では初めて且つ唯一の小中一貫校である加茂学園を構成している。なお、加茂学園は小中一貫校が入る複合施設の名称で、学校教育法及び市原市小学校設置条例・中学校設置条例に基づく正式名称はそれぞれ市原市立加茂小学校・市原市立加茂中学校である。加茂地区に存在したすべての小学校を併合して開校した学校で、加茂地区の全域を通学区域としている。

## 沿革

### 概歴
2013年（平成25年）に市原市立高滝小学校・市原市立里見小学校・市原市立富山小学校・市原市立白鳥小学校の4小学校を統合して市原市立加茂小学校として開校した。市原市立加茂中学校と併設される形での開校となり、小学校と中学校を併設した施設の名称を「加茂学園」とした。開校当初から加茂中学校との小中一貫教育を実施している。

### 年表
- 2013年（平成25年）4月1日 - 市原市立加茂小学校開校。小中一貫教育開始。

## 中学校区
- 市原市立加茂中学校

## 隣接小学校区
- 市原市立牛久小学校
- 市原市立鶴舞小学校